# Campionat de Catalunya de futbol 1911-1912
La temporada 1911-12 del Campionat de Catalunya de futbol fou la tretzena edició de la competició. Fou disputada la temporada 1911-12 pels principals clubs de futbol de Catalunya.

## Primera Categoria

### Classificació final
| Pos | Equip           | PJ | PG | PE | PP | GF | GC | DG  | Pts | Classificació |     | Club Deportiu Espanyol | Futbol Club Espanya | Futbol Club Barcelona | Universitary Sport Club | Blanc-i-blau | Català Futbol Club |
| --- | --------------- | -- | -- | -- | -- | -- | -- | --- | --- | ------------- | --- | ---------------------- | ------------------- | --------------------- | ----------------------- | ------------ | ------------------ |
| 1   | Club Espanyol   | 10 | 8  | 1  | 1  | 42 | 4  | +38 | 17  | Campió        |     | —                      | 1–0                 | 0–0                   | 5–2                     | 9–0          | 7–0                |
| 2   | FC Espanya      | 10 | 7  | 0  | 3  | 32 | 14 | +18 | 14  |               |     | 0–0                    | —                   | 2–7                   | 2–3                     | 7–1          | 9–0                |
| 3   | FC Barcelona    | 10 | 6  | 2  | 2  | 60 | 9  | +51 | 14  |               | 1–1 | 1–2                    | —                   | 0–0                   | 12–0                    | 17–1         |                    |
| 4   | Universitary SC | 10 | 4  | 1  | 5  | 16 | 18 | −2  | 9   |               | 0–3 | 0–2                    | 1–4                 | —                     | 6–1                     | 3–1          |                    |
| 5   | FC Numància     | 10 | 1  | 1  | 8  | 9  | 54 | −45 | 3   |               | 0–7 | 0–0                    | 2–9                 | 0–1                   | —                       | 2–0          |                    |
| 6   | Català SC       | 10 | 1  | 1  | 8  | 7  | 67 | −60 | 3   |               | 1–9 | 1–8                    | 0–9                 | 0–0                   | 3–3                     | —            |                    |

Tots els clubs eren de Barcelona.

### Resultats finals
- Campió de Catalunya: CD Espanyol
- Classificats per Campionat d'Espanya: FC Barcelona (organitzador) i FC Espanya (guanyador d'un torneig classificatori)
- Descensos: No hi havia descensos reglamentats
- Ascensos: No hi havia ascensos reglamentats

## Segona Categoria
Es va organitzar un campionat de segona categoria, anomenat campionat de júniors, amb la participació dels següents equips: FC Internacional, Athletic FC de Sabadell, FC Badalona, FC Martinenc, New Catalonia FC, Catalunya Sporting Club, Sarrià SC, Stadium FC, Gimnàstic AEP, Mercantil FC, Barcino, FC Mataró, CS Sabadell FC, Avenç FC, FC Andreuenc, Manresa FC, CD Europa, Bétulo FC, Tibidabo, FC Franco-Espanyol i Gimnàstic Sportmen's Club.
El FC Internacional es proclamà campió, classificant-se en la segona posició el CE Europa i en la tercera el FC Badalona.